# مخمرة الطيبة
مخمرة الطيبة هي مخمرة فلسطينية تم تأسيسها سنة 1994. تقع المخمرة في الضفة الغربية في قرية الطيبة، على بعد 35 كم شمال القدس، في محافظة رام الله والبيرة. أنتجت المخمرة منتوجها الأول وهو بيرة؛ سنة 1995، ومنذ ذلك الحين، ازداد معجبيها ومستهلكيها وأصبحت مشهورة. مخمرة الطيبة، هي أول مخمرة صغيرة لصنع الجعة، التي نشأت في الشرق الأوسط.

## الخلفية
تم تأسيس المخمرة في عام 1994 من قبل نديم خوري وأخيه دايفد، وكان ذلك بعد توقيع اتفاقيات أوسلو في عام 1993.
تعتبر هذه المخمرة الصغيرة من الأوائل وفي الطليعة، التي تم تأسيسها في المناطق الفلسطينية، إذ تم تأسيسها قبل عشر سنوات من تأسيس المخمرة الصغيرة الإسرائيلية الأولى، 'الجمل الراقص' (اسم المخمرة بالإنجليزية: The Dancing Camel). ويعتبرها الإخوان خوري وغيرهم على أنها المخمرة الفلسطينية الأولى التي تم إنشاؤها.  
ترعرع الإخوة خوري في بروكلين، ماساتشوستس، حيث قامت عائلتهم بإدارة متجر ليكور.
بدأ نديم خوري بتصنيع بيرته الأولى عند سكنه في غرف السكن الجامعية عندما كان طالبًا في الثمانينات.
بعد ذلك بدأ نديم بدراسة صنع الجعة بشكل رسمي في جامعة كاليفورنيا (دافيس)، حيث تخرج بشهادة ماجستير.

## التاريخ
تم تأسيس مخمرة الطيبة بمبلغ مقداره 1.5 مليون دولار من مدخرات عائلة خوري نفسها، أذ رفضت البنوك إعارتهم أي أموال. حصلت عائلة خوري على المال الأولي من أجل إقامة مشروع مخمرة الطيبة عن طريق بيع ممتلكاتهم في بروكلين.
فكرة وجود مخمرة فلسطينية كانت مثيرة للجدل في عام 1994, وذلك لأن فلسطين هي دولة معظمها مسلمون، والكثير من المسلمون الفسطينيون يعتبرون شرب الكحول محرم. وفقا لأقوال نديم خوري، كان الرئيس الفلسطيني ياسر عرفات من أول الداعمين لإقامة مخمرة في فلسطين، بإعتباره أن إنشاء مخمرة مشروبات كحولية سيساعد بتفكيك إعتماد فلسطين على الكحول المستورد من إسرائيل.
يعتقد نديم أن دعم عرفات له لعب دور مهما وفعال في تمكينه من تأسيس المخمرة. مع أنه، بالإضافة لذلك، تم تصديق مخمرة الطيبة بشهادة كشروت من قبل حاخام يهودي من مستوطنة عوفرا، وكان ذلك بعد فترة وجيزة من تأسيس وإقامة المخمرة، و70% من مبيعات المخمرة قبل إندلاع الانتفاضة الفلسطينية الثانية في عام 2000 كانت للإسرائليين. كما وتعتمد مخمرة الطيبة على المستوردات التي تمر عبر إسرائيل من أجل المواد الخام والمعدات. ردا على الإنتفاضة وحوادث العنف التي نتجت عنها، بدأت إسرائيل بإقامة نقاط تفتيشية وببناء سياج الجدار الإسرائيلي في الضفة الغربية وبتشييد جدار ما بين ميناء أشدود - حيث كانت تصل المواد المستوردة التي طلبتها مخمرة الطيبة، مثل عشبة الدينار والشعير والخميرة - وبين مخمرة الطيبة. نقاط التفتيش والتحقيق الإسرائلية تسببت بحدوث صعوبة كبيرة في إستيراد مخمرة الطيبة للمواد الخام التي تحتاجها في عملها. صرح نديم في عام 2002 :
«يقومون [الإسرائليون] بحجز الشحن الخاصة بنا فقط لخلق ظروف صعبة لنا عمدا، أو لفحص ما إذا كانت الشحن أسلحة، أو لفحصها في التفتيشات الأمنية. وحتى يقومون بأخذ عينة من العبوات. يقومون بفحصها ومن ثم بإعادتها، ويجعلونا ندفع مقابل كل مرة يجرون فيها هذه الفحوصات الأمنية، ومقابل فتح هذه الحاويات».
في حادثة معينة، إضطرت مخمرة الطيبة بدفع مبلغ قدره 6000$ بسبب التأخيرات التي واجهتها شحنتها في رصيف أشدود، على الرغم من أن إجمالي المبلغ للحمولة نفسها، التي طلبتها مخمرة الطيبة، لم يتعدى 20,000$. الحواجز التي تضعها إسرائيل تعقد عمليات تصدير البيرة للزبائن في إسرائيل نفسها والدول الأخرى: يقومون مثلا بتوقيف عمليات التصدير للأردن، مثال آخر، تطيل حواجزهم زمن السفر من المخمرة للقدس لعدة ساعات، بدلا من زمن السفر الطبيعي بينهما الذي قدره حوالي 20 دقيقة تقريبا فقط. كما وقد إنخفضت السياحة في إسرائيل وفلسطين بشكل حاد بسبب العنف الذي يتواجد في هذه المناطق، الأمر الذي يشكل مشكلة بالنسبة لمخمرة الطيبة، إذ أن العديد من زبائنهم يعتبرون أجانب الذين يقومون بسفرات سياحية لفلسطين. نتيجة لذلك، إنخسفت مبيعات الطيبة، حيث إنخفضت المبيعات لنسبة 90% عند حلول عام 2002, وإضطر خوري لصرف كل كل العاملين عنده، الذي بلغ عددهم انذاك 12 عاملا. كخطوة بديلة مؤقتة من أجل الحفاظ على المخمرة وأعمالها والإمتناع عن إغلاقها، قامت مخمرة الطيبة ببيع زيت زيتون، الذي كان ينتج من قبل كنيسة محلية في قرية الطيبة، لشركة في بلجيكا.
بعد إنتهاء الإنتفاضة في عام 2005, تمكنت مخمرة الطيبة من العودة للعمل بوتيرة جيدة نوعا ما، حيث بلغ عدد الموظفين ستة أشخاص. ولكن عانت المخمرة من مشكلة وخسارة كبيرة عندما قامت حركة حماس الإسلاموية والسياسية بالسيطرة على قطاع غزة ومنعت بيع الكحول هناك.
استمرت أعمال مخمرة الطيبة بالتحسن والتوسع منذ عام 2007 ويتم بيع البيرة التي تنتجها في 10 دول على الأقل منذ بداية من عام 2018. ولكن لا زالت المخمرة تواجه العقبات نتيجة الاحتلال الإسرائيلي للضفة الغربية وتحكم إسرائيل بالأرصفة البحرية. مخمرة الطيبة لا تزال تعتمد على الأرصفة البحرية الإسرائيلية من أجل إستيراد المواد الخام التي تحتاجها في أعمالها، ومن أجل تصدير منتجاتها الجاهزة. المؤونة التي تحتاج لمدة أسبوعين من أجل أن تصل من أوروبا لإسرائيل، قد يستغرق وصولها لمخمرة الطيبة في الضفة الغربية لمدة ثلاثة أشهر إضافية.
ومثل ذلك، يذكر كنعان «أسعار الشحن المكلفة - بسبب نقاط التفتيش والتقييدات الأخرى التي تفرضها إسرائيل - تصعب على منتوجات مخمرة البيرة من أن تتنافس مع منتوجات أخرى في السوق الأمريكي.»
يتم قص وفتح براميل بيرة الطيبة من قبل السلطات الإسرائيلية، مثال آخر، قامت هذه السلطات بإرجاع الحاويات لمخمرة الطيبة عدة مرات. التفاوت في الإمكانيات للوصول للمياه بين الصفة الغربية وإسرائيل، والذي سببه هو توسع وتمدد المستوطنات الإسرائيلة، يسبب مصدر قلق بالنسبة لمخمرة الطيبة حيث يعني ذلك إمكانية الوصول للمياه تعتبر محدودة. تتوقع مخمرة الطيبة أن يحد هذا الأمر من توسعاتها ونجاحها حول العالم، ولكنها قادرة على استعمال مياه من نبع مائي محلي.

## إنجازات
أصبحت بيرة الطيبة في سنة 1997 المنتوج الفلسطيني الأول الذي يتم تسويقه في ألمانيا، حيث تم تخميرها وتحضيرها هناك لبيعها في أوروبا. يتم تصدير بيرة الطيبة أيضا للسويد واليابان، وتباع كذلك في المملكة المتحدة.
تم تأسيس مهرجان بيرة في سنة 2005 شبيه بأوكتوبرفست. يطلق عليه اسم مهرجان بيرة الطيبة، يبدأ كل سنة في بداية شهر أكتوبر أو في تاريخ يقارب ذلك.
قامت أسترالية تدعى باسم لارا فان راي بإنتاج فيلم وثائقي يدعى فلسطين، بيرة ومهرجان أكتوبرفست تحت الاحتلال (بالإنجليزية: Palestine, Beer and Ocktoberfest Under Occupation)‏ ويتمحور الفيلم حول بيرة الطيبة وعائلة خوري المسؤولة عن البيرة.
تم ذكر شركة مخمرة الطيبة في يناير/فبراير 2010 في مجلة Mutineer Magazine.
في عام 2012 قامت مخمرة الطيبة بإنشاء مخمرة نبيذ، حيث يتم إنتاج نبيذ أحمر من أنواع العنب، مرلو، سيرا (شيراز)، كافرنا سافينون. مخمرة النبيذ، التي تم إفتتاحها بمساعدة صانع نبيذ إيطالي الجنسية، يقوم بإدارتها إبنه لنديم خوري الذي يدعى كنعان، حيث بدأ بإدارة المخمرة منذ أن تخرج من جامعة هارفارد مع شهادة
بتخصص الهندسة في عام 2013.
بيرة الطيبة ونبيذ الطيبة أصبحا متاحان للبيع في الولايات المتحدة لأول مرة في عام 2017. المتجر الأمريكي الأول الذي قام ببيع منتوجات الطيبة هو 'فوليز' ، وهو متجر الليكور الذي قامت عائلة خوري بإدارته قبل إنشاء مخمرة الطيبة، ومع ذلك، تباع بيرة الطيبة أيضا في متجرات تتواجد في ولاية ماساتشوستس وولاية رود آيلاند.
حاولت مخمرة الطيبة أن تبيع منتجاتها في أميركا منذ عام 2005, وهو الوقت الذي نالت به على الموافقة لأول مرة لبيع منتجاتها في الولايات المتحدة، ولكنها واجهت عقبات من أجل أن تصل لمأربها هذا. إحد العواقب التي واجهتها مخمرة الطيبة لبيع منتوجاتها في الولايات المتحدة
هو أن مكتب ضريبة الكحول والتبغ والتجارة لديه قوانين بخصوص «تصريحات خاطئة ومضللة على الرقع اللاصقة على المنتوجات»، وبالتالي منع هذا المكتب مخمرة الطيبة من بيع منتوجاتها التي تحوي رقع لاصقة مكتوب عليها «إنتاج فلسطين»، على الرغم من أن مخمرة الطيبة قامت ببيع منتوجاتها التي تحوي على الرقع اللاصقة هذه في دول أخرى. نتيجة لذلك، تباع بيرة الطيبة في الولايات المتحدة مع رقع لاصقة مكتوب عليها «إنتاج الضفة الغربية».
إبتداءا من عام 2018, لا تزال بيرة الطيبة متاحة للبيع في الحانات والنوادي الليلية الإسرائيلية. مع ذلك، بيعها وبيع أنواع البيرة الأخرى المنتجة في فلسطين، لا يزال أمر مثير للجدل؛ لدرجة أن بعض الأفراد من مجموعات اليمين السياسي في إسرائيل، ناشدوا أنه يجدر على الدولة بمقاطعة هذه المنتوجات.
إبتداءا من عام 2017, 60% من مبيعات مخمرة الطيبة هي في إسرائيل والضفة الغربية، وهي أقل من نسبة 70% التي شكلتها المبيعات في الضفة الغربية لوحدها، في عام 2010.

## البيرة وأنواعها

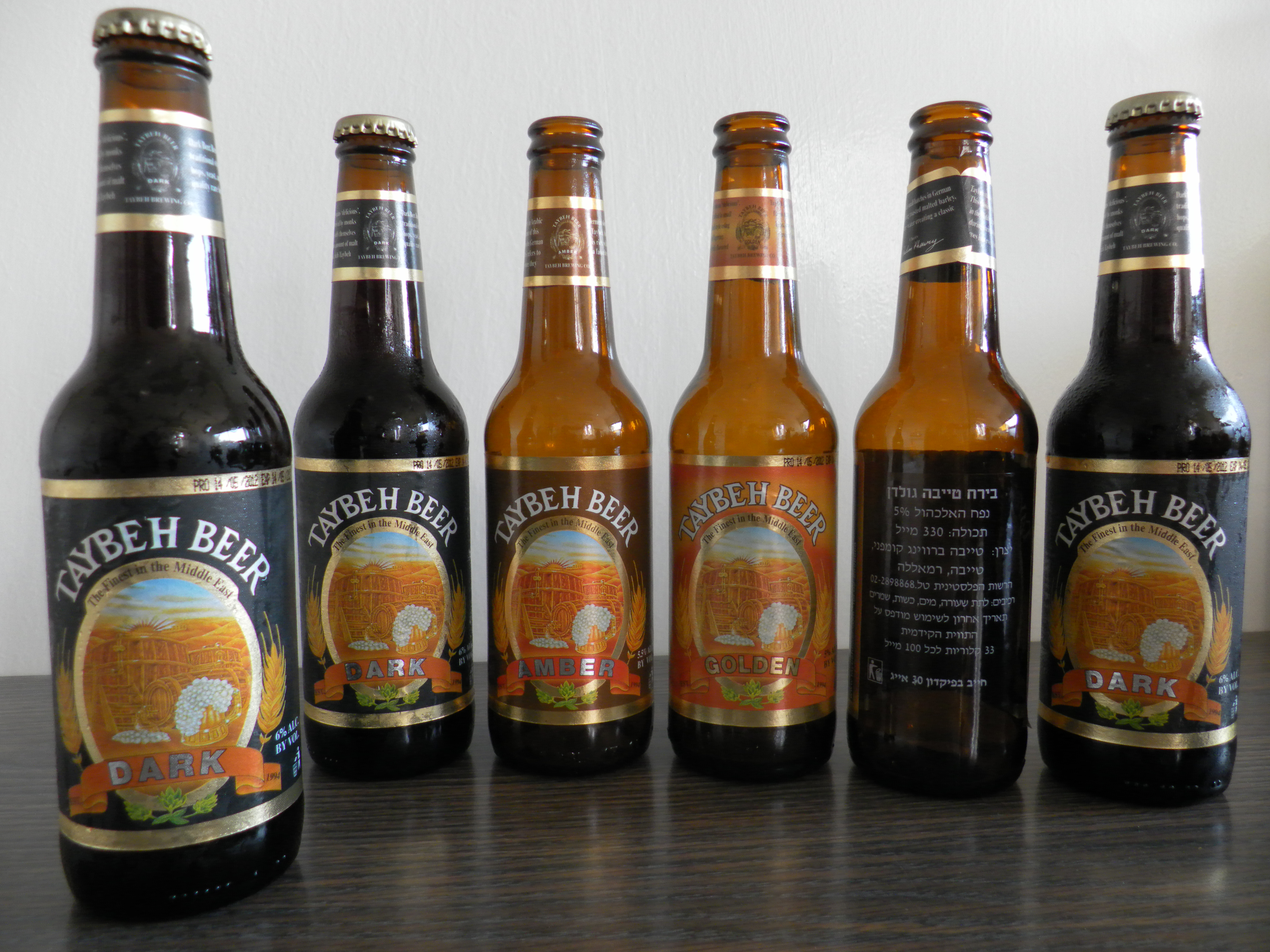
عبوة بيرة الطيبة

إبتداءا من تاريخ أكتوبر 2018, يوجد هناك ستة أنواع من بيرة الطيبة:
ذهبية، خفيفة، غامقة، كهرمان، خالية من الكحول، وبيضاء.
الذهبية، التي نسبة الكحول بها تبلغ 5%, تعتبر النوع الأصلي من أنواع البيرة في مخمرة الطيبة. وقد تم مقارنة طعمها مع بيرة سامويل آدامز؛ بوسطن ليجر.
تم تقديم البيرة الغامقة (نسبة الكحول بها تبلغ 6%) والبيرة الخفيفة (نسبة الكحول بها تبلغ 3.5%) لأول مرة في إحتفالات 2000 في الأراضي المقدسة.)
يتم تخمير البيرة الغامقة بإتباع نفس الأسلوب الكلاسيكي الذي كان متبع في القرون الوسطى من قبل الرهبان عند تخميرهم للبيرة التي يستهلكوها، حيث كان هذا الأسلوب متبع من قبلهم لتعزيز نفسهم وأجسادهم خلال فترات الصوم.
بداية إنتاج النوع الكهرماني (نسبة الكحول بهذا النوع تبلغ 5.5%) كان في سنة 2007.
في سنة 2008, تم البدء بإنتاج نوع خال من الكحول للسوق الإسلامي الفلسطيني المحلي.
بداية إنتاج بيرة الطيبة البيضاء (نسبة الكحول بهذا النوع تبلغ 3.8%)، وهي  بيرة شعير مخمرة بأسلوب بلجيكي، كان في سنة 2013.

## تواجد بيرة الطيبة حول العالم
بالإضافة لفلسطين، تباع بيرة الطيبة في: إسرائيل، وألمانيا، والسويد، واليابان، والمملكة المتحدة، والدنمارك، وبلجيكا، وإيطاليا، وسويسرا، وإسبانيا، والولايات المتحدة.